# Клан Форсайт

Герб вождей клана Форсайт

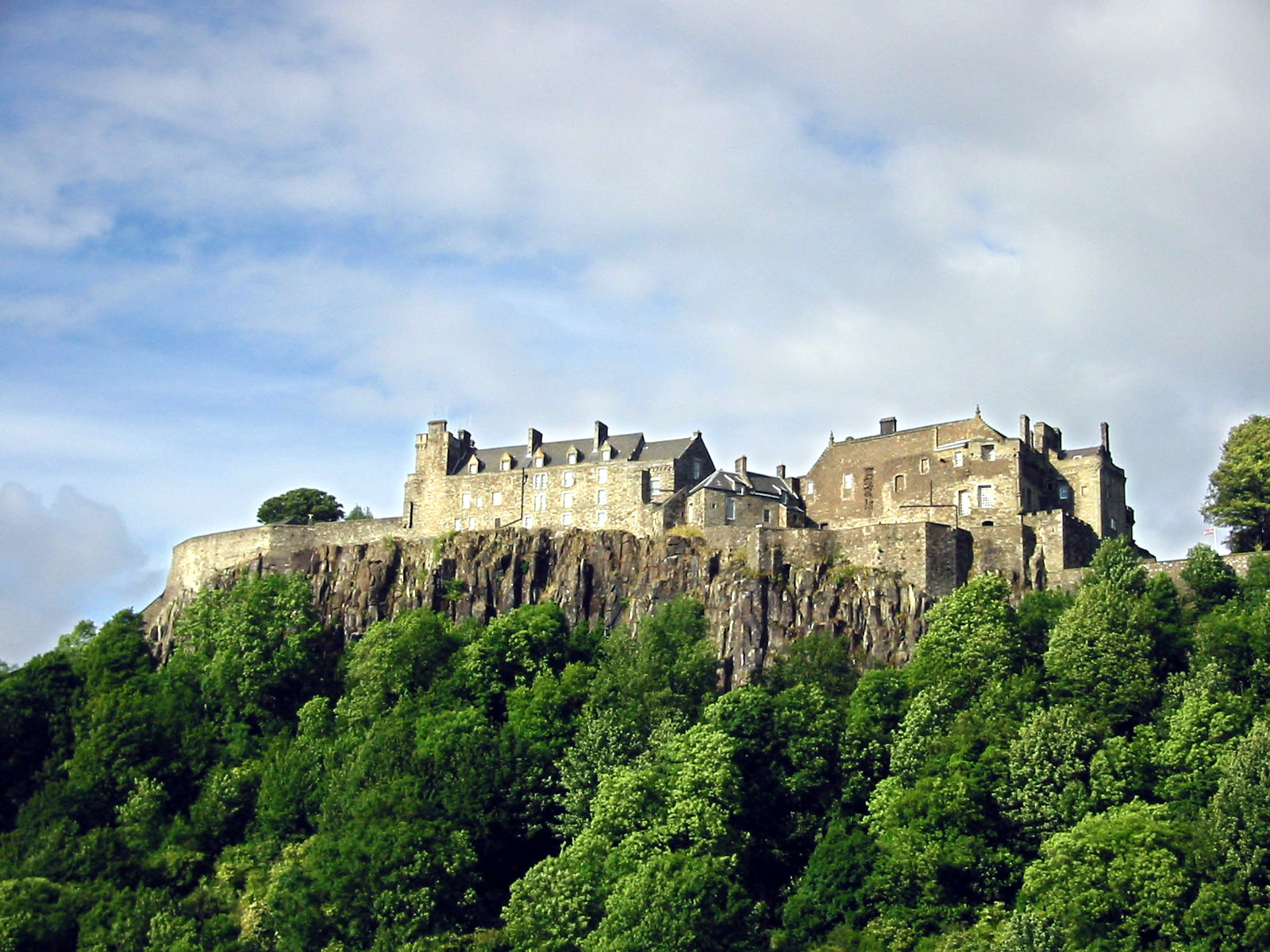
Замок Стерлинг

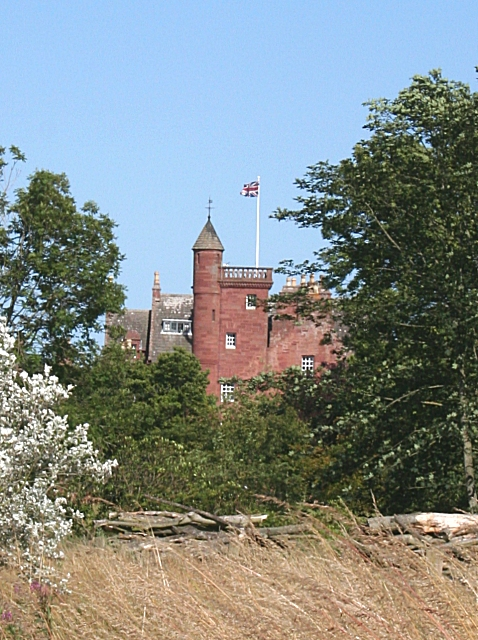
Замок Эти

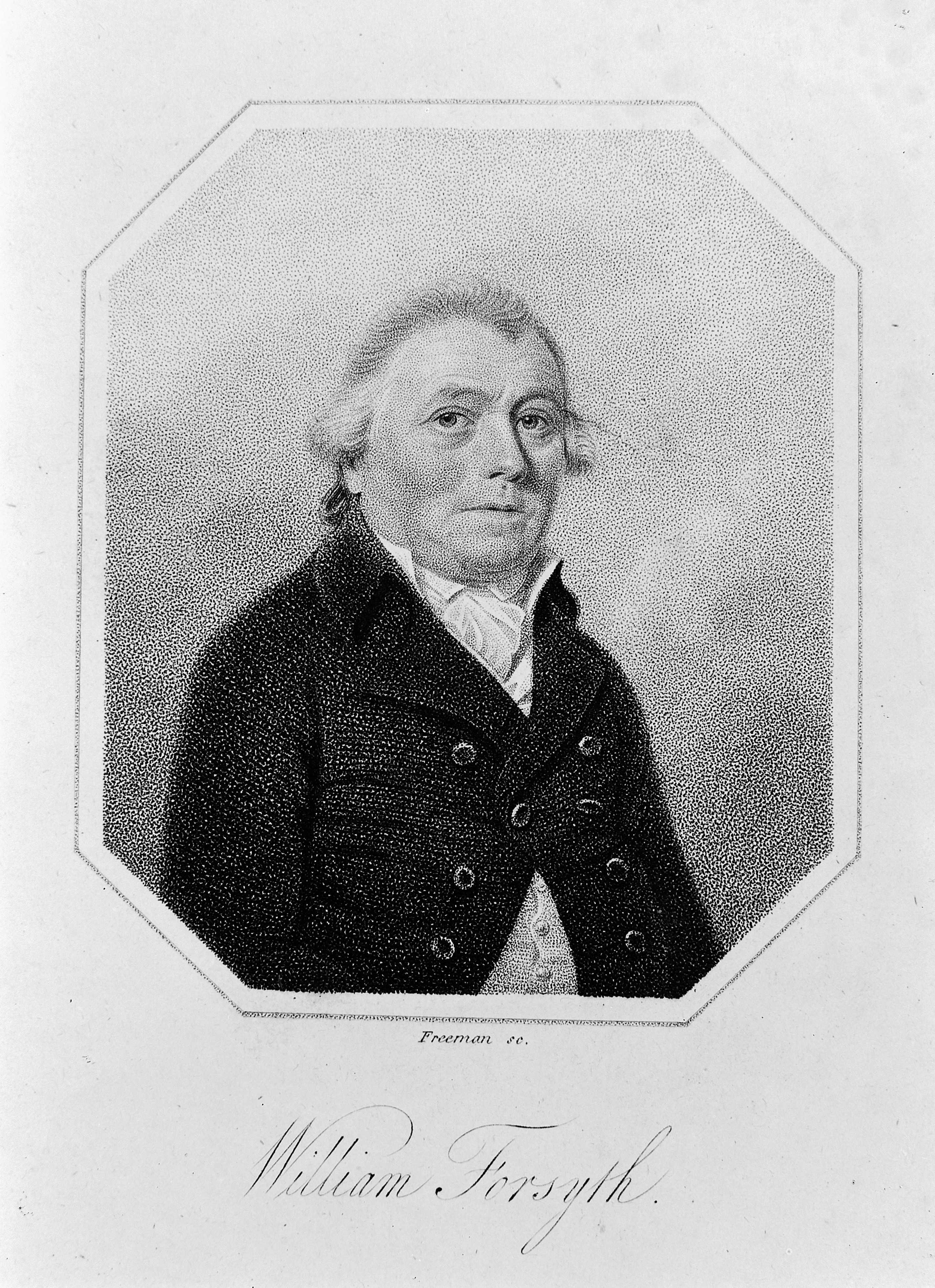
Шотландский ботаник Уильям Форсайт

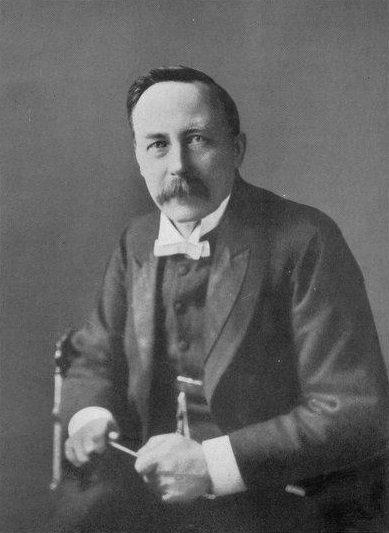
Шотландский теолог Питер Тейлор Форсайт (1848—1921)

Клан Форсайт (англ. — Clan Forsyth, Scottish Gaelic — Clann Fearsithe) — один из кланов равнинной части Шотландии (Лоуленда).
- Девиз клана: Instaurator ruinae (лат.) — «Восстановитель развалин» (A repairer of ruins)
- Вождь клана: Алистер Чарльз Уильям Форсайт из Форсайта, барон Эти (род. 1929)
- Исторические резиденции вождей клана: замок Форсайт, замок Инчноч

## История клана Форсайт

### Происхождение клана Форсайт
История Форсайт клана теряется в глубине веков. Кланы Шотландии, возникшие до XII века не имеют задокументированных источников своей ранней истории, поэтому их происхождение часто является неопределенным. Название клана гэльского (кельтского) происхождения. Ирландское слово Fearsithe — Ферсихе можно перевести как «люди мира». Однако существует легенда, что название и сам клан произошли от викингов. Согласно этой легенде, название клана происходит от имени одного викинга, которого звали Форсах (норв. — Forsach). Викинги основали поселения на реке Дордонь (Аквитания, Франция). Его потомок — виконт де Фронсак сопровождал Элеонору Провансальскую в Англию, где она вышла замуж за короля Генриха III. Виконт де Фронсак проживал с 1236 по 1246 год при королевском дворе в Лондоне, затем переехал в Нортумберленд, а оттуда в Шотландию.

### XIII—XIV века
В 1296 году король Англии Эдуард І Длинноногий покорил Шотландию и заставил вождей шотландских кланов присягнуть ему на верность и подписать соответствующий документ — «Рагманские свитки». В этом документе упоминается имя Уильяма де Ферсиха — вождя клана Ферсихе. Но через некоторое время — в 1306 году Осберт — сын Роберта де Форсайта поддержал восстание за независимость Шотландии. Осберт получил от Роберта Брюса грамоту на владение землями Sauchie в Стерлингшире. Во время войны за независимость Шотландии Осберт Форсайт отличился во время битвы при Бэннокбёрне и получил за это подтверждение на право владеть своими землями — грамоту с большой королевской печатью. Это произошло в 1320 году.
В 1364 году Роберт Форсайт (ум. 1370), сын Осберта, был назначен королевским булавоносцем (king’s macer or macebearer), чиновником, который выполнял функцию церемониймейстера при королевском дворе. Кроме того, он был назначен констеблем королевского замка Стерлинг в 1368 году. Позднее он получил от короля Шотландии Роберта ІІ Стюарта персональную пенсию в размере 100 100 шотландских фунтов стерлингов, что в те времена было огромной суммой. Клан Форсайт разрастался, усиливался и расселялся по Стерлингширу.

### XIV—XVI века
Незадолго до 1488 года Дэвид Форсайт приобрел земли в Ланаркшире. Он утверждал, что де Фронсак был его предком и заявлял о своем праве на геральдику рода де Фронсак, который в то время уже давно прервался. Замок Форсайт, в котором находилась резиденция Дэвида Форсайта из Дайкса, был снесен в 1828 году. Линия клана переехала из Дайкса в замок Инчноч в Монкленде. Потомки основателей этой линии расселились по всему Айрширу до Глазго.
Уильям Форсайт получил должность бейли Эдинбурга в 1365 году. Его сын Уильям переехал в Сент-Эндрюс в 1423 году, где он впоследствии приобрел баронство Найде. Александр Форсайт, 4-й барон Найде, погиб во время сражения при Флоддене в 1513 году. Его внук — Джеймс Форсайт женился на Элизабет Лесли, которая была внучкой графа Роутса и правнучкой короля Шотландии Якова III Стюарта. Члены клана Форсайт были связаны с чрезвычайно влиятельными родственниками и они приобрели земли возле королевского дворца Фолкленд. Джон Форсайт был назначен королевским булавоносцем в 1538 году, а позже стал наместником в Фолкленде.

### XVII—XVIII века
Другая ветвь клана Форсайт поселилась вблизи Монимаска. Уильям Форсайт представлял земли Форрес в Парламенте Шотландии в 1621 году. Александр Джон Форсайт (1769—1843) был пионером в разработке современного огнестрельного оружия. В XVIII веке его работа привела к замене кремнёвого оружия на оружие с капсульным замком.
Уильям Форсайт (1737—1804) был выдающимся садовником, отправился в Лондон, чтобы изучать ботанические сады в Челси. Он был назначен главный интендантом королевского Кенсингтонского сада и Дворца Сент-Джеймс в 1784 году.
Питер Тейлор Форсайт (1848—1921) был ректором теологического колледжа Хакни и в 1909 году опубликовал свою главную работу о жизни и родине Иисуса Христа.

### Вождь клана Форсайт
Когда в 1672 году король Англии и Шотландии Карл II основал публичный реестр кланов Шотландии, и тогдашний начальник клана Форсайт отказался присутствовать при этом. Клан был впоследствии лишен своего признания и вождь клана потерял титул. Эта ситуация продолжалась в течение последующих 300 лет, пока в День Святого Андрея в 1978 году лорд Лев, принял иск Алистера Форсайта, барона Эти, на титул вождя клана Форсайт.
Алистер Форсайт живет в замке, построенном во французском стиле, и имеет ранчо в Западной Австралии, где выращивает породу коров Хайленд.

### Замки клана Форсайт
- Замок Эти — стоит в 5 милях на северо-восток от Арброта, в 0,75 км к западу от моря. В настоящее время замок в частной собственности.
- Замок Дамби — находится в Ланаркшире возле Глазго. В 2 милях на запад от Стонхауса. Ныне в Руинах. Замок Дамби был долгое время собственностью клана Форсайт, и именно клан Форсайт построил этот замок около 1350 года.
- Замок Инчноч — стоит в Ланаркшире возле Глазго. Ныне в руинах.
- Замок Найде — находится в Файфе, возле Сент-Эндрюса. Ныне в руинах. Был собственностью семьи Форсайтов от 1435 до 1608 год.
- Замок Полмайс — находится в Стерлингшире. Ныне в руинах. В XIV веке земли Полмайс Маришалей перешли к клану Форсайт.